# اچ‌ام‌اس سندفلای (۱۹۱۱)
اچ‌ام‌اس سندفلای (۱۹۱۱) (به انگلیسی: HMS Sandfly (1911)) یک کشتی بود که طول آن ۲۴۶ فوت (۷۵ متر) بود. این کشتی در سال ۱۹۱۱ ساخته شد.